# ألد جنكينز
ألد جنكينز (بالإنجليزية: Aled Jenkins)‏ هو لاعب اتحاد الرغبي بريطاني، ولد في 22 أبريل 1990 في سوانزي في المملكة المتحدة.